# راي بلوم (لاعب كريكت)
راي بلوم (13 سبتمبر 1941 - ) (بالإنجليزية: Ray Bloom)‏ هو لاعب كريكت بريطاني.